# 蓬塔德尔加达灯塔
蓬塔德尔加达灯塔（西班牙語：Faro de Punta Delgada），或称阿莱格兰萨灯塔（西班牙語：Faro de Alegranza），是西班牙加那利群岛的阿莱格兰萨岛上一座始建于19世纪的灯塔。阿莱格兰萨岛位于较大的兰萨罗特岛的北部，是特吉塞市镇下辖奇尼霍群岛的一部分。

## 历史
德尔加达角作为加那利群岛早期海上照明计划的一部分，是第一批完工的灯塔之一。这座灯塔由工程师胡安·莱昂-卡斯蒂略设计，于1861年开始建造，1865年1月投入使用。2021年5月兰萨罗特岛议会批准了拉斯帕尔马斯港务局授予该岛公司为期八年在蓬塔德尔加达灯塔的公共领域特许权以保护岛上生物和环境多样化。

## 建筑设计
整座灯塔建筑位于阿莱格兰萨岛东端的岬角，由灯塔和单层的矩形主楼两部分组成。与其他建于19世纪的加那利灯塔类似，这座灯塔也采用新古典主义风格。主楼面积70平方米，是一座外墙粉刷灰色，并用黑色火山岩装饰细节的单层建筑。导航灯光从一座15（49英尺）高、直径3.70米的砖石结构塔顶部的灯笼房发出。塔身与主楼向海的一侧相连，总建筑面积为207.32平方米，其中有效面积157.22平方米。
灯塔设计供两名守塔人以及他们的家人生活起居。主楼和塔身外建有一个中央庭院（或称露台），该庭院可从正面进入。庭院中央是一个蓄水池，从建筑物的屋顶收集雨水。由于岛上降雨频率很低，不足以满足两个家庭的供水需求，因此在距离灯塔20米的地方还建了一口井来收集和储存山上流淌下来的水。
灯塔以及灯塔管理员的房子都是加那利群岛建筑遗产的一部分，在2002年被宣布列入西班牙国家文物古迹，并收录在拉斯帕尔马斯名录下。灯塔由拉斯帕尔马斯省港务局负责维护。它在国际海军系注册统中编号为D2772，而在NGA中的识别码为113-24076。

## 影视参考
在2022年6月于日本上映的动画电影《機動戰士GUNDAM 庫克羅斯·德安之島》中，主人公之一庫克羅斯·德安生活的小岛被指就是现实中的阿莱格兰萨岛，而他与所收养的孤儿们所住的房子就是现实中的蓬塔德尔加达灯塔。

## 脚注